# Alberto Li Gobbi
Alberto Li Gobbi (Bologna, 10 giugno 1914 – Milano, 4 maggio 2011) è stato un generale italiano  decorato con medaglia d'oro, due medaglie d'argento, due medaglie di bronzo al valor militare e 3 croci al merito di guerra.
Alberto Li Gobbi ha servito in armi l'Italia per quasi 44 anni tra le file del Regio esercito e dell'Esercito Italiano dal 1933, anno in cui venne arruolato quale allievo ufficiale della Regia Accademia di Artiglieria e Genio, sino al 10 giugno 1977, quando venne collocato in ausiliaria.

## Biografia
Il padre Antonio (1870-1943) era colonnello di fanteria e aveva partecipato alla campagna Italo Turca del 1911, alla Grande Guerra (1915-18) ed alle successive operazioni di riconquista della Libia (a partire dal 1919). Il fratello Aldo, geniere radiotelegrafista e ufficiale partigiano, fu trucidato dai tedeschi e decorato di medaglia d'oro al valor militare alla memoria per la sua attività resistenziale.

### Inizi della carriera
All'età di diciannove anni venne ammesso a frequentare l'Accademia di Artiglieria e Genio di Torino, conseguendo la nomina a sottotenente di artiglieria nell'ottobre 1935. Successivamente venne assegnato alla scuola di applicazione di Torino per proseguire il biennio formativo allora previsto per gli ufficiali dell'Esercito, al termine del quale fu destinato al 27º Reggimento Artiglieria da campagna "Cuneo" di Milano, in qualità di Comandante di batteria someggiata.

### Seconda guerra mondiale
Partecipò alle operazioni belliche dopo l'ultimatum del Governo italiano alla Grecia, allorquando col grado di tenente rivestiva l'incarico di comandante interinale della 9ª Batteria del 27º Reggimento, impiegato nella guerra contro la Grecia. Su quel fronte, tra il febbraio e l'aprile 1941, ottenne la prima medaglia di bronzo e la prima medaglia d'argento al valor militare.
Rientrato in Italia nel settembre 1941, venne destinato a comandare una sezione di allievi dell'Accademia di Artiglieria e Genio di Torino. Nel gennaio del 1942 venne promosso al grado di capitano e chiese di essere reinviato, come volontario, sul fronte russo. Nel successivo mese di aprile, in qualità di comandante di una batteria del 108º Reggimento Artiglieria della 5ª Divisione fanteria "Cosseria", venne inquadrato nel Corpo di spedizione italiano in Russia al comando del generale Giovanni Messe. Il rigido inverno russo del 1942, fermò l'avanzata dell'Esercito tedesco e, di conseguenza, quella delle truppe italiane sul fiume Don ove era impiegata la sua batteria. In quel contesto tra il settembre e il dicembre 1942, Il capitano Li Gobbi ottenne la seconda medaglia d'argento e la seconda medaglia di bronzo al valor militare. Rimasto ferito all'addome nello stesso dicembre 1942, venne rimpatriato per cure il successivo gennaio 1943.

#### Resistenza
All'8 settembre 1943 si trova ancora in convalescenza, ma conscio della gravità storica del momento, abbandona la famiglia (sul lago Maggiore) per raggiungere il proprio reggimento, che ad Alessandria risultava tentare di opporre resistenza ai tedeschi. Catturato e riuscito ad evadere saltando dal treno che lo stava portando in Germania, attraversava le linee di combattimento e si offriva volontario per una rischiosissima missione della N.1 Special Force Britannica in territorio italiano occupato dai tedeschi. Divenne comandante militare delle brigata alpina partigiana "Val Strona" (poi divenuta divisione alpina partigiana "Filippo Beltrami" della Divisione Valtoce), con lo pseudonimo di "Capitano Mascherato" Interviene in val Sesia per consentire lo sganciamento delle formazioni Garibaldi di Cino Moscatelli, accerchiate dai tedeschi. Recupera e riorganizza i superstiti delle formazioni di Filippo Beltrami, dopo che questi era caduto in combattimento a Megolo (13 febbraio '44) e favorisce l'accentramento del coordinamento delle formazioni partigiane in val Sesia e val d'Ossola (che sarà poi fondamentale per la liberazione della Repubblica dell'Ossola).
Arrestato dalla Gestapo su delazione il 31 marzo 1944 quando si trovava a Genova (insieme al fratello Aldo e a Edgardo Sogno) per un convegno politico con il Prof. Ottorino Balduzzi (Capo dell'Organizzazione partigiana "OTTO") e trovato in possesso di documenti che costituivano inequivocabile condanna, fu sottoposto ad estenuanti interrogatori e ad inenarrabili torture senza rivelare alcunché.
Durante la prigionia (1º aprile 1944) il fratello Aldo perse la vita a causa delle torture subite. Più tardi si creò l'opportunità di evadere per un solo uomo e Li Gobbi fece fuggire Edgardo Sogno (futuro capo dell'Organizzazione partigiana "FRANCHI"). Condannato alla fucilazione dai tedeschi, riuscì poi a fuggire nell'agosto 1944 e a riattraversare le linee con informazioni importantissime per gli Alleati.
Per la sua attività resistenziale fu decorato di medaglia d'oro al valor militare. Anche il fratello Aldo fu decorato di medaglia d'oro al valor militare alla "memoria".
Rientrato nei ranghi dell'Esercito cobelligerante italiano fu a Roma con il generale Giuseppe Mancinelli e in seguito gli venne affidato il comando di una batteria del 35º Reggimento Artiglieria del Gruppo da Combattimento "Friuli".
Durante le fasi della guerra, Alberto Li Gobbi è stato ferito 3 volte (due volte in Russia e una durante la campagna di liberazione) ed è stato preso prigioniero 4 volte (1 dai greci, 1 dai Russi e 2 volte dai Tedeschi durante la sua attività resistenziale a nord delle linee) riuscendo sempre ad evadere.

### Periodo post bellico
Nel periodo 1945-47 dopo la fine della guerra si adoperò per far trasferire diversi ebrei in Israele e la sua azione venne premiata nel 1992 dal Primo ministro Yitzhak Rabin durante la sua visita in Italia.
Rientrato in servizio nell'aprile 1947, mantenne l'incarico di comandante di batteria per essere poi destinato al Reggimento artiglieria a cavallo "Voloire" di Milano, quale ufficiale addetto all'ufficio tiro.
Frequentò il corso di Stato maggiore della Scuola di Guerra di Civitavecchia nel 1951 e venne inviato in Gran Bretagna alla Scuola di guerra inglese di Camberley. Al rientro venne promosso al grado di maggiore. Dal 1953 al 1954 comandò il III gruppo artiglieria semovente del Reggimento Artiglieria a Cavallo di Milano ("Voloire").
Passò poi presso lo Stato maggiore del Quartier generale supremo delle Potenze alleate in Europa (Supreme Headquarters Allied Powers Europea) a Parigi e rientrato in Italia insegnò tattica militare presso la Scuola di Guerra di Civitavecchia.
Promosso colonnello, dal 1960 al 1963 fu addetto militare presso l'Ambasciata d'Italia negli USA, con accreditamento anche per Cuba, Messico e Panama. Rientrato in Italia, dal 1963 al 1964 è Comandante del Reggimento artiglieria a cavallo "Voloire" di Milano.
Nominato capo di Stato maggiore del Comando Regione militare Nord-Ovest a Torino, divenne generale di brigata.

Con tale grado assunse prima il comando della II Brigata corazzata di Pordenone inquadrata nella 132ª Divisione corazzata "Ariete", e poi quello della Brigata paracadutisti "Folgore".
Nel marzo 1969 ebbe il comando della Allied Command Europe Mobile Force - Land (AMF(L)) in Germania (per la prima volta assegnato ad un generale italiano.
Da generale di corpo d'armata fu Rappresentante Permanente dell'Italia presso il Comitato Militare della NATO a Bruxelles (1973-76) e da generale di Corpo d'armata "con incarichi speciali" (ovvero, la "4^ stella") concluse la carriera da Comandante delle Forze Terrestri Alleate del Sud Europa (FTASE) (1976-77).

### Lasciato il servizio
Collocato in pensione per limiti d'età il 10 giugno 1977, si dedicò ad un'intensa attività pubblicistica su "Il Giornale Nuovo" di Indro Montanelli (cui lo legava un rapporto di amicizia e di reciproca stima risalente al periodo resistenziale)
Negli anni '80 e '90 è stato per lungo tempo presidente nazionale dell'Associazione nazionale combattenti forze armate regolari guerra di Liberazione (ANCFARGL) .
Nel 1978 è stato insignito dal Comune Milano dell'«Ambrogino d’oro» e nel 2004, sempre dal Comune di Milano (di cui era Cittadino Benemerito) del "Sigillo Longobardo".
È morto a Milano il 4 maggio 2011 alla soglia dei 97 anni
In occasione dei funerali del generale Li Gobbi, la Presidenza della Repubblica ha diramato un comunicato: “Il Presidente della Repubblica, Giorgio Napolitano, appresa con commozione la notizia della scomparsa del generale di Corpo d'Armata Alberto Li Gobbi, Medaglia d'oro al Valor Militare, in un messaggio al figlio, Generale Antonio Li Gobbi, esprime il suo sentito cordoglio a tutti i familiari, ricordando "la insigne figura di uomo e valoroso combattente che ha servito l'Italia con mirabile onore e altissimo spirito di sacrificio. Durante la guerra di liberazione, catturato dai nazisti e sottoposto ad inenarrabili torture, non svelò mai i nomi dei suoi compagni di lotta, costituendo limpido esempio di dedizione alla patria, di alto senso del dovere e di impareggiabile coraggio e meritando con il suo nobilissimo comportamento la più alta onorificenza al valore").
La salma di Li Gobbi è stata tumulata nel piccolo cimitero di Oggebbio (oggi in provincia Verbania), il paesino da dove nel 1943 lui e il fratello Aldo mossero per partecipare eroicamente alla Resistenza.